# Ronde van Venezuela
De Ronde van Venezuela is een Venezolaanse meerdaagse wielerwedstrijd die georganiseerd wordt door de Federación Venezolana de Ciclismo (FVC, Venezolaanse Wielerfederatie). Van 1963-1995 was de ronde een amateurswedstrijd, daarna werd de wedstrijd opengesteld voor professionele wielrenners. Sinds de oprichting van de UCI America Tour in 2005 staat de koers op deze kalender, waarin zij in de 2.2-categorie ingedeeld is.
De wedstrijd werd 47 keer gewonnen door een Venezolaan en tien keer door een Colombiaan. De Portugees Rui Lavarinhas en de Italiaan Matteo Spreafico zijn de andere twee renenrs die de ronde wisten te winnen. De Venezolanen Olinto Silva en José Chacón delen het record van meeste zeges: beide mannen wonnen drie edities.

## Meervoudige winnaars
| Overwinningen | Renner           | Jaren            |
| ------------- | ---------------- | ---------------- |
| 3             | Olinto Silva     | 1980, 1981, 1983 |
| 3             | José Chacón      | 2001, 2003, 2005 |
| 2             | Nicolás Reidtler | 1967, 1971       |
| 2             | Elio Vilamizar   | 1984, 1985       |
| 2             | Enrique Campos   | 1982, 1990       |
| 2             | Julio Bernal     | 1991, 1992       |
| 2             | Álvaro Lozano    | 1998, 2000       |
| 2             | Federico Muñoz   | 2002, 2004       |
| 2             | Carlos Ochoa     | 2008, 2013       |
| 2             | Orluis Aular     | 2019, 2020       |

## Overwinningen per land
| Overwinningen | Land             |
| ------------- | ---------------- |
| 47            | Venezuela        |
| 11            | Colombia         |
| 1             | Italië, Portugal |

2005 · 
2006 · 
2007 · 
2008 · 
2009 · 
2010 · 
2011 · 
2012 · 
2013 ·
2014 ·
2015 ·
2016 ·
2017 · 
2018 ·
2019 ·
2020 ·
2021 ·
2022 ·
2023 ·
2024 ·
2025
Belangrijkste wedstrijden

Ronde van San Luis · Ronde van Californië · Ronde van Utah · USA Pro Challenge · Ronde van Alberta